# Place Patrice-Chéreau
La place Patrice-Chéreau est une voie située dans le 3e arrondissement de Paris, en France.

## Situation et accès
Elle se situe à l’angle de la rue des Archives et de la rue des Haudriettes dans le quartier administratif de Sainte-Avoye.
Elle est accessible depuis la station de métro Rambuteau à l’ouest.

## Origine du nom

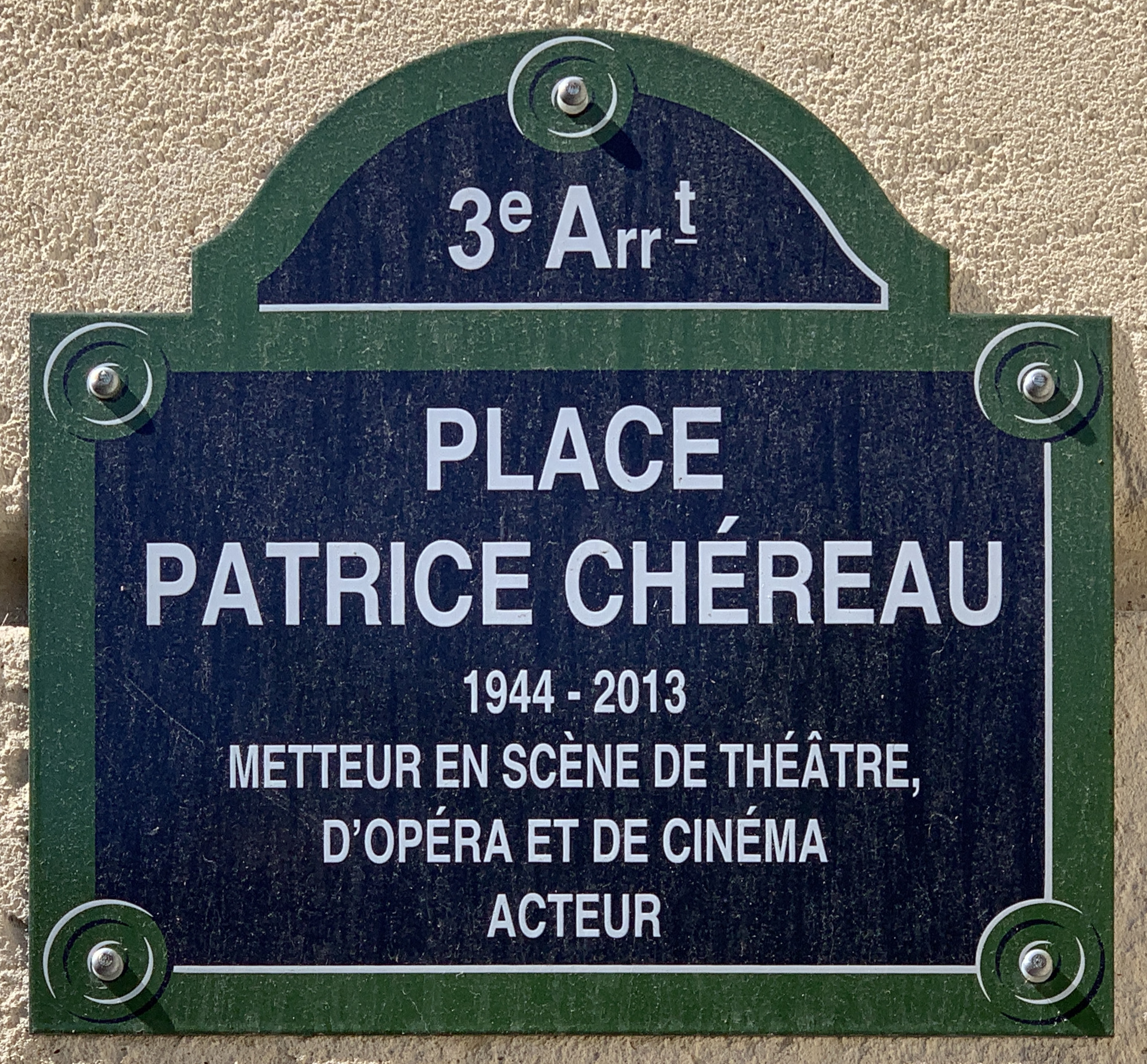
Plaque de la place.

Elle porte le nom du metteur en scène et réalisateur français Patrice Chéreau (1944-2013), qui vivait non loin de là, rue de Braque.

## Historique
Elle est inaugurée le 28 septembre 2019.

## Bâtiments remarquables et lieux de mémoire
Au niveau du no 1 rue des Haudriettes se trouve la Fontaine des Haudriettes datant du XVIIIe siècle.